# 昆明城墙

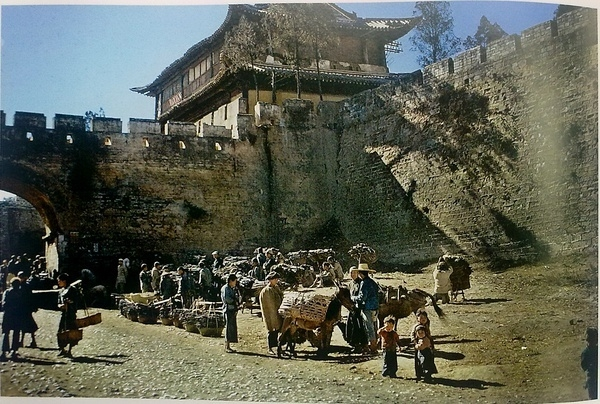
昆明城墙旧照片

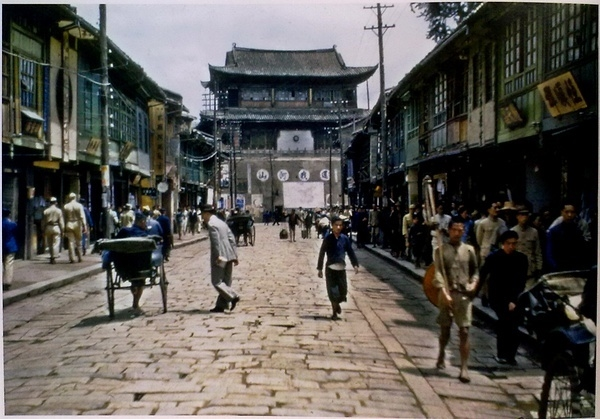
抗战时期的昆明城门

昆明城墙，位于中国云南省昆明市，于1922年至1951年间拆除，仅在圆通山有城墙残段。1983年，明代城墙残段被列入昆明市文物保护单位。

## 历史
明洪武十五年（1382年），明将沐英废弃历代土城，修筑砖城墙。1922年，开始拆除城墙，1951年，城墙大部分拆除。

## 形制
昆明明代城墙总长约4443米，高约9米，略呈方形，共有七门，七门之上皆主有城楼。七门分别为东门（威和门，俗称大东门）、东北门（永清门，俗称小东门）、東南門（護國門）、北门（保顺门，俗称北门）、西南门（洪润门，俗称小西门）、西门（广远门，俗称大西门）、南门（丽正门，俗称正南门）。

## 现状
昆明城墙现残余一部分墙段，位于圆通山东北角，长约44米。